# Étoile 1 lentillée par MACS J1149+2223
L'étoile 1 lentillée par MACS J1149+2223 (en anglais MACS J1149+2223 Lensed Star 1, en abrégé LS1), surnommée Icare (Icarus), est une étoile supergéante bleue, de type spectral B, située à 9 milliards d'années-lumière. Au moment de l'annonce de son observation début avril 2018, il s'agit de l'étoile individuelle la plus lointaine jamais observée. L'étoile a été observée grâce à la lentille gravitationnelle formée par l'amas de galaxies MACS J1149+2223, qui a aussi lentillé la supernova surnommée Refsdal,. 

## Histoire
En avril et mai 2018, l'étoile est découverte au cours d'une étude de la supernova SN Refsdal avec le télescope spatial Hubble. L'astronome Patrick Kelly de l'Université du Minnesota est l'auteur principal de la découverte, publiée dans la revue scientifique Nature Astronomy,.
Alors que les astronomes collectaient des images de la supernova depuis 2004, ils ont découvert une source ponctuelle qui était apparue sur les images depuis 2013, devenant de plus en plus lumineuse jusqu'en 2016. Ils ont déterminé que la source ponctuelle était une étoile solitaire agrandie plus de 2000 fois par lentille gravitationnelle,,,,,. La lumière de l'étoile a été amplifiée non seulement par l'énorme masse totale de l'amas de galaxies MACS J1149+2223 — située à 5 milliards d'années-lumière — mais aussi de manière transitoire par un autre objet compact d'environ trois masses solaires à l'intérieur de l'amas de galaxies lui-même qui a traversé la ligne de mire; un effet connu sous le nom de microlentille gravitationnelle,,. Le grossissement de l'amas de galaxies est probablement d'un facteur de 600, tandis que l'événement de microlentille, qui a culminé en mai 2016, a éclairci l'image d'un facteur d'environ 4. Un deuxième pic près du maximum de la courbe de luminosité a été observé, ce qui peut indiquer que l'étoile était auparavant binaire. L'autre corps peut avoir été une étoile ou un trou noir dans l'amas. La surveillance continue de l'étoile Icarus pourrait un jour exclure la possibilité que les trous noirs primordiaux constituent une fraction importante de la matière noire. Normalement, les seuls objets astronomiques pouvant être détectés à cette distance seraient des galaxies entières, des quasars ou des supernovae, mais la lumière de l'étoile était amplifiée par l'effet de lentille. Les astronomes ont déterminé que la lumière provenait d'une étoile stable, et non d'une supernova, car sa température ne fluctuait pas. La température leur a également permis de cataloguer l'étoile comme une supergéante bleue. Parce que la lumière visible est la queue ultraviolette décalée vers le rouge, l'étoile ne nous apparaît pas bleue mais rougeâtre ou rose. 
La lumière observée depuis l'étoile a été émise lorsque l'univers avait environ 30 % de son âge actuel de 13,8 milliards d'années, soit autour de 4,5 milliards d'années. Kelly a suggéré que des découvertes similaires de microlentilles pourraient les aider à identifier les premières étoiles de l'univers. 

## Implications astronomiques
La découverte montre que les astronomes peuvent étudier les étoiles les plus anciennes dans les galaxies lointaines de l'univers primitif, en combinant le fort effet de lentille gravitationnelle des amas de galaxies avec des évènements de microlentilles gravitationnelles causés par des objets compacts dans ces amas de galaxies,. En utilisant ces événements, les astronomes peuvent étudier et tester certains modèles sur la matière noire dans les amas de galaxies et observer des événements de haute énergie (supernovae, étoiles variables) dans les jeunes galaxies,,.